# Här har du ditt liv
Här har du ditt liv é um filme de drama sueco de 1966 dirigido e escrito por Jan Troell e Bengt Forslund, baseado no romance de Eyvind Johnson. Foi selecionado como representante da Suécia à edição do Oscar 1967, organizada pela Academia de Artes e Ciências Cinematográficas.

## Elenco
- Eddie Axberg - Olof Persson
- Gudrun Brost
- Ulla Akselson - mãe Olof
- Bo Wahlström - irmão mais velho
- Rick Axberg - segundo irmão
- Holger Löwenadler - Kristiansson
- Göran Lindberg - Olsson
- Tage Sjögren - Lund
- Tage Jonsson - Linus
- Allan Edwall - August